# 方伟 (1965年)

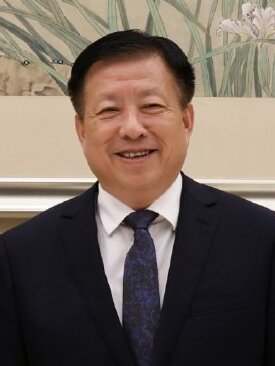
方偉

方伟 (1965年5月—），中华人民共和国政治人物，江苏昆山人，工商管理硕士，中国共产党党员。

## 生平
方伟还曾担任苏州进出口（集团）有限公司董事长、泰州市人民政府副市长、无锡市人民政府副市长等职。2013年4月，出任江苏省人民政府副秘书长。2018年2月，任中共连云港市委副书记，市政府市长。2021年7月，改任中共连云港市委书记。
2022年7月，升任江苏省人民政府副省长。
2025年1月，当选江苏省十三届政协副主席。